# 北極野生生物国家保護区

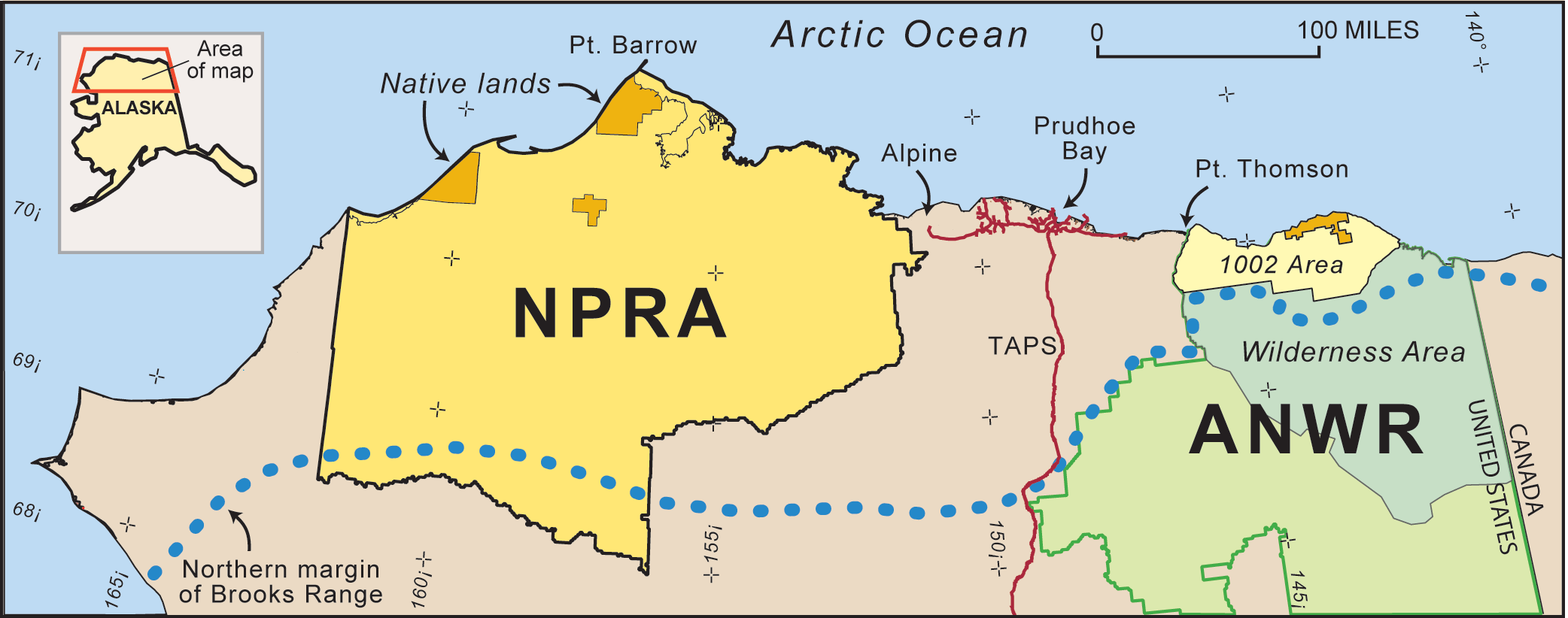
アラスカANWR位置図

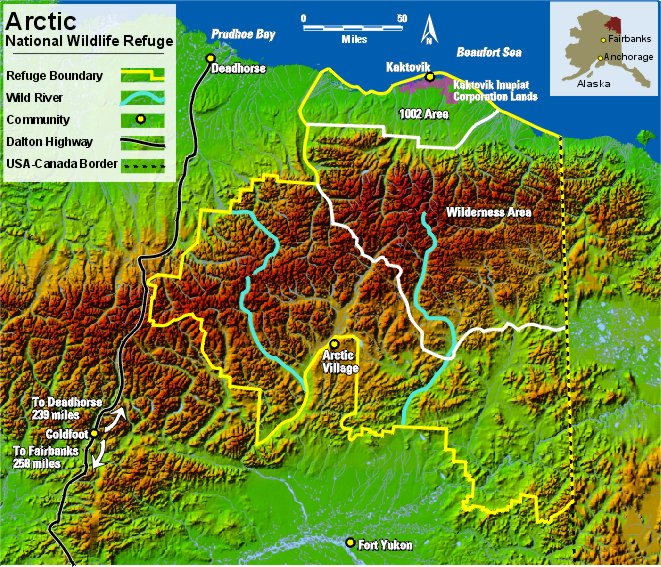
ANWR地図

北極野生生物国家保護区（ANWR、Arctic National Wildlife Refuge）はアメリカ合衆国のアラスカ州北東部のノーススロープからブルックス山脈にかけての地域である。北極海に面し、カナダと国境を接する。広さは7万8000平方キロメートルである。

## 歴史
1950年代にこの地域を保護しようという動きが始まった。1960年に連邦保護区になり、1980年に立法化された。沿岸平野の6100平方キロメートルはエリア1002と称し、資源研究のための土地である。ブルックス山脈東部をカバーする3万2000平方キロメートルは開発の及ばない荒野として保護されている。残り約4万平方キロメートルでは必要最小限の管理を行う。

## 海岸
海岸平野は丘・湖・川が分布するツンドラで、渡り鳥・カリブー・ホッキョクグマの生息地である。標高3000メートルに達するブルックス山脈は南から伸びるロッキー山脈の一部で、北の北極海と南のユーコン平原の間の分水嶺である。ユーコン川が流れる南部には針葉樹のタイガが広がる。

## 保護区
保護区には全く道路が無く、イヌピアットとグィチンのエスキモー約400名が北と南に暮らしている。西方の海岸一帯には巨大プルドー・ベイ油田があり、原油パイプラインが保護区の西方をかすめてアラスカ州を南下する。エリア1002での石油掘削の可否は1977年から議論されている。2018年にドナルド・トランプ大統領は、保護区を石油採掘に解放することを決定した。

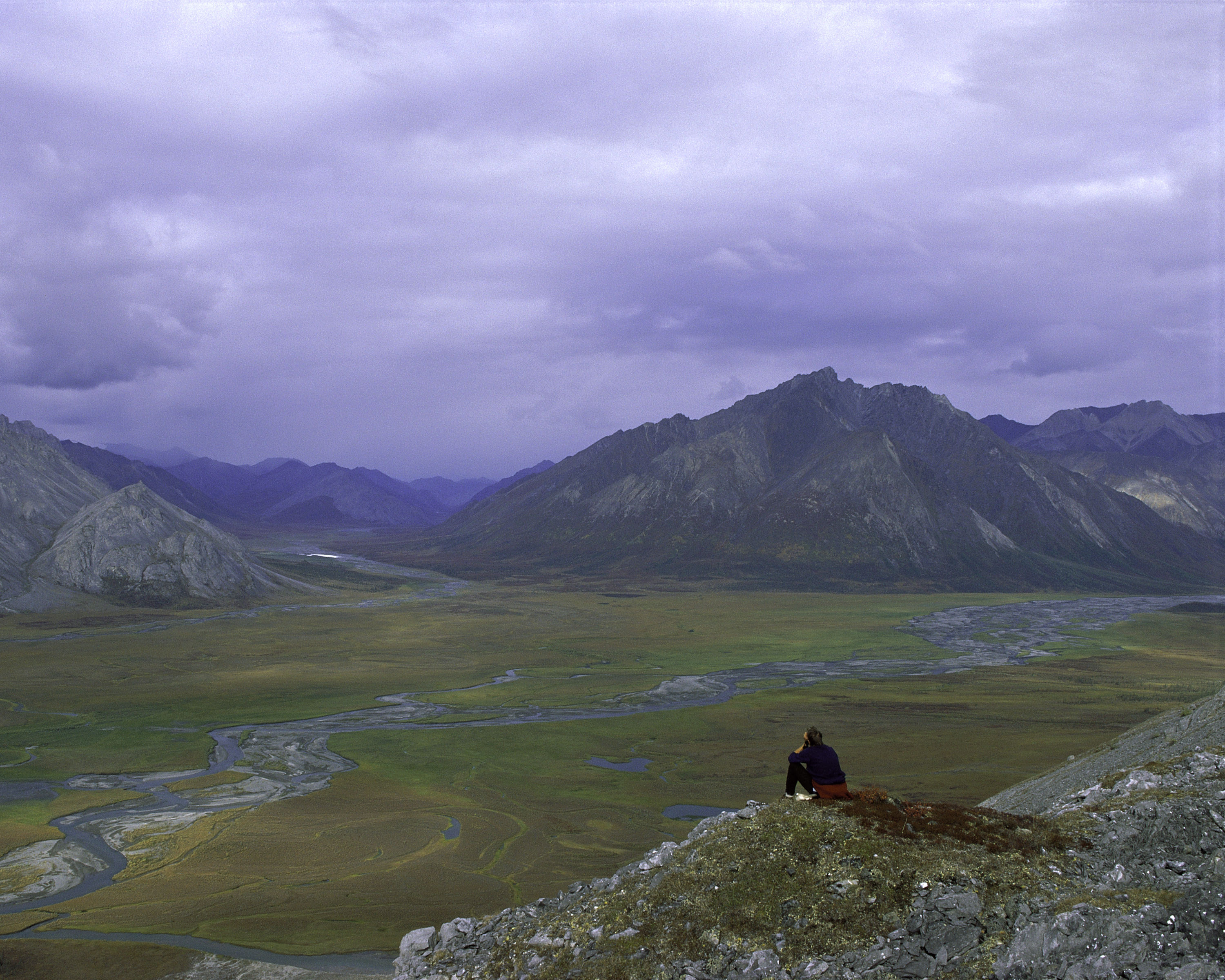
夏の風景

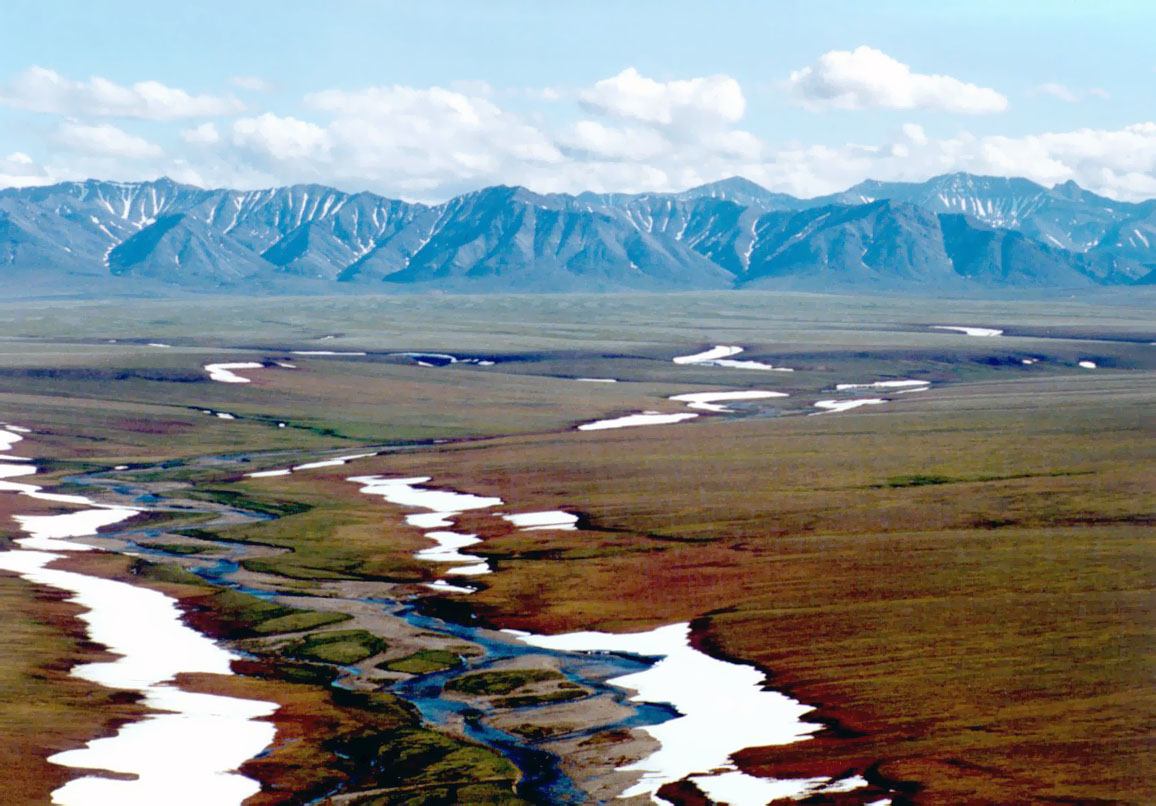
エリア1002からブルックス山脈を眺める